# Număr cuantic magnetic
În mecanica cuantică, numărul cuantic magnetic (simbolizat m) este unul dintre cele patru numere cuantice folosite pentru descrierea stării unui electron dintr-un atom și cuantifică momentul magnetic orbital al electronului într-o direcție anume arbitrară (specificată) a câmpului magnetic extern. Valoarea sa este mereu un număr întreg, luând valori între -ℓ și +ℓ, inclusiv 0, unde ℓ este numărul cuantic secundar. Numărul cuantic magnetic determină modificarea energiei unui orbital atomic datorată unui câmp magnetic extern (prin efectul Zeeman), cuantifică orientarea în spațiu a momentului cinetic și indică numărul orbitalilor disponibili într-un subnivel, fiind folosit pentru a calcula componenta azimut a orientării orbitalului în spațiu.